# Misijonska družba - lazaristi
Lazaristi, tudi Misijonska družba (lat. Congregatio Missionis, kratica CM), so pripadniki družbe apostolskega življenja svetnih duhovnikov in redovnih bratov, ki skrbijo za ljudske in zunanje misijone, duhovne vaje, vzgojo duhovščine ter pomagajo ljudem v stiski.
Misijonsko družbo je leta 1625 ustanovil Vincencij Pavelski in 1632 potrdil papež Urban VIII. Ime ima po prvi redovni hiši Saint-Lazare v Parizu.

## Misijonska družba
»Vincencij je skušal pritegniti čim več sodelavcev, bogatih in revnih, preprostih in imenitnih, da bi mogel v raznovrstnih potrebah čim bolj pomagati; potem pa je uporabljal vsa sredstva, da jim je vzbujal sočutje za revne, ki so bolj kot drugi Kristusova podoba; posredno in neposredno jih je spodbujal, naj pomagajo ubogim.« (Konstitucije CM. Rim 29. junija 1984)
Cilj Misijonske družbe je slediti Kristusu, oznanjevalcu evangelija ubogim. Ta cilj je dosežen, ko so njeni člani in skupnosti zvesti sv. Vincenciju tako:
– »da si z vsemi močmi prizadevajo navdati se s Kristusovim duhom«, (Sp I, 3) »da bi dosegli svojemu poklicu primerno popolnost« (Sp XII, 13),
– da se posvetijo evangelizaciji ubogih, zlasti najbolj zapuščenih,
– da pomagajo pri vzgoji duhovnikov in laikov ter jih vodijo k polnemu sodelovanju pri evangelizaciji ubogih.
Misijonska družba se že od svojega ustanovitelja in po njegovem navdihu priznava kot od Boga poklicana, da opravlja delo evangelizacije. 
»Janez Pavel II. je povzel skrbi azijskih škofov in zatrdil: »Če naj Cerkev v Aziji izpolni nalogo, katero ji je namenila Božja previdnost, potem mora imeti vašo popolno prednost evangelizacija kot veselo, potrpežljivo in nadaljnje oznanjevanje odrešenjskega dela in vstajenja Jezusa Kristusa.« To velja za vse.« (EG, 110) 
Poleg tega si vsak član upa reči z Jezusom: Poslani smo, da bi evangelizirali uboge (Lk 4,43).
Misijonska družba se uradno imenuje Congregatio Missionis (CM). Imenujejo jo tudi "lazaristi", ker je nastala v samostanu sv. Lazarja v Parizu. V angleško govorečih državah so znani tudi kot "Vincentians", v Španiji kot "Paúles" in v Latinski Ameriki kot "Vicentinos".
Geslo Misijonske družbe: "Evangelizare pauperibus misit me" (Poslal me je oznanjat evangelij ubogim). 17. april 1625 označuje datum ustanovitve, ko so gospodje de Gondi – grofovska družina, kjer je Vincencij deloval kot kaplan – podpisali pogodbo z Vincencijem, s katero so mu dodelili vsoto, da bi mu omogočili ekonomsko vzdrževanje njegovega načrta Družbe.
Posebni namen, kot je razvidno iz uradnega imena, je opravljanje misijonov med ubogimi, zlasti med kmeti, ki so bili vsaj v času ustanovitve zelo zapuščeni. Takrat je sv. Vincencij spoznal, da se bodo dobri učinki misijonov kmalu izgubili, če jih ne bodo negovali dobri duhovniki, zato se je posvetil tej službi, najprej z duhovnimi vajami ordinandov, s torkovimi duhovniškimi konferencami in nato z ustanovitvijo in vodenjem škofijskih semenišč.
Skupnost, o kateri je sanjal sv. Vincencij Pavelski, je bila ob njegovi smrti leta 1660 živa resničnost. Med letoma 1625 in 1654 je bilo ustanovljenih 26 hiš, in sicer 19 v Franciji, štiri v Italiji, dve v Berberiji in ena na Poljskem.
Revolucija leta 1789 in skoraj opustošena Francija sta bili povod za večjo razširjenost misijonov po vsem svetu, na Bližnjem in Daljnem vzhodu, v Ameriki in Aziji. Posebej pomembno je bilo misijonarsko naseljevanje na Kitajskem.
Na začetku 3. tisočletja se je Misijonska družba razširila po svetu in ima 39 provinc in 5 viceprovinc.

## Aktualnosti iz Misijonske družbe
Trenutno je na svetu 3106 Vincencijevih v 507 krajevnih skupnostih, v 91 državah in na petih celinah.
Misijonska družba (CM) je »družba apostolskega življenja«. Občni zbori potekajo vsakih šest let. Družbo vodi generalni superior, ki prebiva v Rimu, pomagajo pa mu generalni vikar in štirje asistenti. Provincialni zbori potekajo vsaka tri leta. Sedanje konstitucije in statute je papež odobril leta 1984.
Misijonsko družbo sestavljajo duhovniki in bratje, ki so se z zaobljubami posvetili evangelizaciji ubogih. Sveti Vincencij je članom priporočal pet kreposti: ponižnost, preprostost, krotkost, zatajevanje in apostolsko gorečnost. To so notranje drže, ki so nujne za oznanjevanje evangelija. 
Glavno delo ostaja takšno, kot ga je želel sv. Vincencij: ljudski misijoni, ki skrbijo za usposabljanje laikov, se v nekem sektorju izvajajo skozi krepko obdobje (tri do pet tednov) in daljše obdobje rasti (šest do deset let). Skupnost podpira tudi župnijsko delovanje in romanja z namenom sprejemanja in oblikovanja.

## Lazaristi v Sloveniji
Na pobudo škofa Antona Martina Slomška so se lazaristi v Sloveniji naselili 1852 v Celju, 1879 v Mariboru (do 1911) in v Ljubljani; tu so postavili cerkev Srca Jezusovega in 1890 odprli dijaški dom. Delovali so kot kurati v bolnišnicah, v misijonih pa na Madagaskarju in na Kitajskem. Leta 1919 ustanovljena jugoslovanska viceprovinca je bila 1926 povzdignjena v provinco s sedežem v Ljubljani. Nastale so stalne ali občasne postojanke Miren (1913), Groblje, Rodica (1917), Radeče (1926), Ponikve, Dobrepolje (1941), Šmartno ob Savi (1962) in Šentjakob ob Savi (1965). Redovne hiše so še v Argentini, Avstriji, Italiji in Kanadi. V misijonišču v Grobljah pri Domžalah so od 1929 tiskali mesečnik Katoliški misijoni; Misijonski koledar in drugo misijonarsko literaturo, pa tudi publikacije Katoliške akcije. Leta 1931 so v Ljubljani ustanovili Konferenco sv. Vincencija Pavelskega za prostovoljno oskrbovanje siromakov ter varstvo mladine, 1932 pa kuhinjo za reveže.

## Druge redovne ustanove
- Dom sv. Jožefa v Celju obsega pastoralni župnijski center, dom za varstvo starejših, orglarsko šolo in vrtec Montessori, hkrati pa lazaristi upravljajo župnijo. [3]